# Mošeja kralja Sauda
Mošeja njegovega veličanstva kralja Sauda (arabsko مسجد الملك سعود) je največja mošeja v mestu Džida in stoji v okrožju Al-Šarafeja v Džidi.
Mošejo je zasnoval Abdel-Wahed El-Wakil in je bila dokončana leta 1987. V glavnem je zgrajena iz opeke in pokriva površino 9700 kvadratnih metrov, pri čemer samo molilnica pokriva 2464 kvadratnih metrov . Največja kupola ima razpon 20 metrov in doseže višino 42 metrov. Minaret doseže višino 60 metrov.

## Postavitev in arhitektura
Postavitev spominja na perzijske modele štirih ivanov, kot je Petkova mošeja v Isfahanu v Iranu. Mošeja-medresa sultana Hassana v Kairu v Egiptu je morda služila kot model za minaret in druge elemente, kot je dekoracija atike.
Sama mošeja je pravokotna, skoraj kvadratna, s pravokotnim dvoriščem, zgrajenim nekoliko pomaknjeno proti zahodu. Štirje ivani so odprti na osrednje dvorišče. Ivani niso poudarjeni kot posamezne strukture kot v perzijskih primerih, ampak so zgolj odprtine v veliki zaslonski steni. Severni in južni ivan sta postavljena pred kupolasto dvorano, ki ločuje štiri dvorane s stebri na vzhodu in zahodu. Zahodne dvorane so s po dvema stebroma razdeljene na tri ladje z oboki. Večje vzhodne dvorane imajo tri ladje s petimi oboki in osmimi stebri. Vzhodni ivan je največji in povezuje dvorišče z največjo kupolasto dvorano, ki se dviga med daljšimi dvoranami s stebri pred steno [[kibla|kible]g. Prostori nepravilnih oblik zapolnjujejo trikotne prostore med dejansko mošejo in zunanjo fasado na severni, južni in vzhodni steni, ker je mošeja zgrajena pod kotom na ulično mrežo, tako da lahko stena kible kaže na Meko. Zahodna fasada se odpira na cesto Medinah z veliko kubično strukturo, dodano na severnem koncu. Minaret mošeje se dviga nad jugozahodnim vogalom te stavbe, ki ima veliko odprtino ivan proti jugu, ki vodi v kupolasto dvorano, in se povezuje s hodnikom, ki poteka vzdolž zahodne stene mošeje. Ta veliki ivan z minaretom na levi in mošejo, ki se povezuje pod pravim kotom na desno, oba sta dostopna po stopnicah, tvorita ikonično skupino, ki zlahka pritegne pogled, ko gledate proti severu vzdolž ceste Medinah.

## Galerija
- Sončna senca nad osrednjim dvoriščem
- Kupola, pogledana od znotraj